# 스즈키 쇼타 (1984년)
스즈키 쇼타(일본어: 鈴木 将太, 1984년 7월 3일 ~ )는 일본의 전 축구 선수이다.

## 구단 경력
과거 오미야 아르디자, 가시와 레이솔, 쇼난 벨마레에서 활동하였다.